# Hipótese do Ferro
Em Oceanografia, a hipótese do ferro propõe que a baixa concentração do elemento ferro na água do mar é o fator limitante para o crescimento da biomassa do fitoplâncton nas áreas do oceano denominadas ANBC (alto nitrogênio, baixa clorofila) (do inglês HNLC, high-nitrogen, low-chlorophyll). Assim, um suprimento adicional do elemento ferro, na forma de pó, nas áreas ANBC, aumentaria a produção da biomassa fitoplanctônica, com consequências positivas tanto na produção de pescado, quanto na captura e armazenamento do dióxido de carbono (CO2) da atmosfera. Esta hipótese científica motivou uma série de experimentos em áreas selecionadas nos oceanos Austral, Pacífico e Atlântico entre 1993 e 2009. Empresas privadas, relacionadas à pesca industrial e ao mercado de créditos de carbono, tiveram um papel importante na implementação desses experimentos, entretanto há muita polêmica em torno desta hipótese. Alguns cientistas, organismos internacionais e entidades ambientalistas colocaram em dúvida parte dos resultados apresentados e alertaram para os riscos ambientais da fertilização dos oceanos em larga escala.

## Histórico
O ferro é o quarto elemento químico mais abundante na crosta terrestre. Ele é essencial para diversos processos metabólicos na maioria dos seres vivos, exercendo um papel fundamental na fotossíntese e nas funções respiratórias. Também é indispensável na catálise enzimática e nas reações de transferência de elétrons relacionadas a outras espécies químicas como dióxido de carbono, íons sulfato e formas inorgânicas do nitrogênio. Entretanto, o ferro é encontrado na água do mar em concentrações muito baixas, denominadas traço, ou seja, em concentrações menores que 1 parte por milhão (ppm). Em 1 tonelada de água do mar espera-se encontrar aproximadamente 0,05 miligramas do elemento químico ferro.
Na metade dos anos 1940, os cientistas passaram a considerar que alguns metais como zinco, manganês, cobre e ferro seriam potencialmente limitantes para o crescimento de algas na água do mar. Antes disso, coube ao biólogo inglês Joseph Hart, em 1930, o pioneirismo de especular a relação entre o ferro e a produção da biomassa planctônica. Somente no final dos anos 1980, a comunidade científica melhorou seu entendimento quanto à relação entre a produção primária dos oceanos e a limitação de nutrientes. Os cientistas John Martin e Steve Fitzwater sugeriram que a deficiência de ferro limita o crescimento do fitoplâncton no Pacífico Norte. James Gribbin referiu-se a este trabalho e propôs a adição de ferro nos oceanos como estratégia de controle do efeito estufa, através da maior absorção de dióxido de carbono pela biomassa planctônica fertilizada.
A década seguinte começou com o oceanógrafo John Martin focando suas pesquisas no papel do ferro nos ciclos biogeoquímicos e, por extensão, na produtividade oceânica e nas mudanças do clima global, consolidando as bases para a hipótese do ferro. Seus experimentos em laboratório não foram suficientes para comprovar a hipótese do ferro porque processos naturais como produção e consumo do fitoplâncton não poderiam ser plenamente caracterizados nessa pequena escala. Então, experimentos em oceano aberto permitiriam testar a hipótese de maneira mais abrangente se a forma disponível do ferro na água do mar estivesse presente em quantidade suficiente na zona fótica. A resposta observada no primeiro experimento realizado no Pacífico equatorial mostrou rápida mudança na fisiologia do fitoplâncton seguida de um aumento na sua biomassa e produtividade (confirmando a hipótese), mas diversas outras questões permaneceram sem resposta exigindo novos experimentos.

## Fertilização do oceano com ferro
Entre 1993 e 2009 foram realizados, em mesoescala, 12 experimentos científicos de adição de ferro que mostraram a importância desse metal para a produção primária em aproximadamente um terço do oceano global. Em 11 áreas selecionadas para os experimentos, havia uma concentração superficial de micronutrientes permanentemente alta. Estas áreas são conhecidas na oceanografia por ANBC (alto nitrogênio, baixa clorofila). Um dos experimentos utilizou dois elementos químicos simultaneamente, fósforo e ferro, e foi realizado no Oceano Atlântico em uma área com baixas concentrações tanto de nitrogênio como de clorofila, ou seja, uma área BNBC.
Os experimentos de adição de ferro no oceano revelaram que: (1) a concentração de ferro exerce um controle sobre a biomassa planctônica; (2) o sistema climático da Terra e os ciclos biogeoquímicos de alguns elementos químicos (por exemplo, carbono, nitrogênio e enxofre) são direta e indiretamente afetados pela concentração de ferro na água do mar; (3) a extrapolação dos resultados desses experimentos para outras escalas espacial e temporal é limitada pelos diferentes modos de suprimento do ferro e pelas diferenças ambientais entre os oceanos atuais e os paleoceanos. A maior parte dos 12 experimentos de adição de ferro foram conduzidos no verão (8) e o restante divididos nas estações da primavera e outono, em quatro regiões do oceano global. Nos dois primeiros experimentos conduzidos no Pacífico equatorial foram adicionados 450 kg de ferro, enquanto que no Pacífico Norte a quantidade variou entre 350 e 490 kg. As maiores quantidades de ferro foram adicionadas em localidades situadas nos oceanos Atlântico (1840 kg) e Austral (1700 a 2820 kg). Posteriormente, nos anos de 2009 e 2012 foram realizados dois experimentos de adição de ferro nos oceanos Austral e Pacífico Norte onde foram adicionados 20 e 120 toneladas de ferro, respectivamente. Este último experimento foi completamente financiado pela iniciativa privada, sem o envolvimento de universidades.
De modo geral, as áreas com águas mais quentes favoreceram o crescimento do fitoplâncton, sendo que somente as diatomáceas floresceram, revelando uma redução de suas necessidades de sílica com o aumento da concentração do ferro. Além disso, houve experimento em que a floração terminou rapidamente, com forte redução dos micronutrientes e mínima redução do dióxido de carbono na água. Em outros experimentos, os resultados não foram conclusivos porque foram semelhantes à variabilidade natural do ferro na água do mar. Atualmente, estudos de campo e laboratório continuam buscando entender o protagonismo do ferro na produção do fitoplâncton e sua interação com outras variáveis físico-químicas como nitrogênio, cobre, manganês e luz, em diferentes níveis ambientais e escalas biogeográficas.

## Polêmicas em torno da fertilização dos oceanos com ferro
“Dê-me a metade de um navio-tanque carregado com ferro e te darei uma nova Era do Gelo”. Esta frase, atribuída ao falecido oceanógrafo John Martin, traduz o otimismo dos defensores da fertilização dos oceanos com ferro. Aparentemente, técnicas de geoengenharia poderiam ser utilizadas para capturar e sequestrar o dióxido de carbono da atmosfera regulando o aquecimento global com impactos ambientais mínimos. Na teoria, o procedimento é simples: o suprimento de ferro aumenta a produção da biomassa fitoplanctônica que, depois de capturar o dióxido de carbono atmosférico, morre e armazena o carbono capturado no fundo do oceano. Entretanto, a fertilização dos oceanos com ferro é um assunto polêmico, seja pelas conclusões científicas, pela legalidade dos procedimentos ou pelas preocupações ambientais.
O último experimento de fertilização em larga escala no Pacífico Norte (a 300 km da ilha de Haida Gwaii) foi promovido pela Haida Salmon Restoration Corp. e pelo empresário californiano Russ George e, após sua divulgação em 2012, a validade científica dos resultados foram questionados por diversos pesquisadores. Oceanógrafos da Universidade de Victoria, no Canadá, afirmaram que não era possível concluir que a floração planctônica estava relacionada à adição de ferro, pois havia falhas no método de campo. Oceanógrafos da Universidade de East Anglia, no Reino Unido, afirmaram que a fertilização dos oceanos é relativamente ineficiente para sequestrar grandes quantidades de carbono da atmosfera, além de ameaçar a estabilidade dos ecossistemas onde ela for praticada.
A geoengenharia (uso de tecnologias de larga escala) foi muito defendida na fertilização dos oceanos. Mas, segundo diversos cientistas, ainda não possui um conjunto de técnicas devidamente comprovadas para serem utilizadas no controle dos efeitos das mudanças climáticas. Para pesquisadores da Rosenstiel School of Marine and Atmospheric Science da Universidade de Miami, o principal problema é que as algas irão decompor próximo da superfície do oceano, lançando dióxido de carbono novamente na atmosfera. Assim, o carbono não seria transferido para o fundo do oceano onde poderia ficar seguramente estocado. Segundo oceanógrafos do instituto de pesquisa Monterey Bay Aquarium, mesmo nas melhores circunstâncias, a fertilização removeria cerca de 1 bilhão de toneladas de carbono da atmosfera, contra 8 bilhões de toneladas lançadas anualmente pelas atividades humanas.
Não só assuntos relacionados ao equilíbrio do clima mobilizaram o interesse científico pela fertilização dos oceanos. Áreas econômicas importantes como a pesca industrial e o mercado de créditos de carbono desempenharam um protagonismo importante na implementação dos experimentos de adição de ferro no oceano. Empresas como a Planktos Inc., fundada por Russ George, e a Climos™, uma startup californiana, investiram dezenas de milhões de dólares para explorar o uso da fertilização do oceano com ferro, com vistas para a venda de créditos do mercado de carbono. De modo geral, seus modelos de técnicas de comercialização estavam baseados em fundos comerciais públicos e privados, com investimentos maciços em pesquisa e desenvolvimento. Comparando os custos de fertilização dos oceanos com projetos de reflorestamento ambos são equivalentes, mas a fertilização pode gerar mais créditos de carbono até mesmo se altas taxas de desconto forem utilizadas para prováveis perdas.
O interesse da empresa de pesca canadense Haida Salmon Restoration Corp. na fertilização dos oceanos deveu-se a um fato peculiar: uma erupção vulcânica nas Ilhas Aleutas no verão de 2008. As cinzas, ricas em diversos minerais, cobriram uma extensa área do Pacífico Norte levadas pelo vento. Esta região do Golfo do Alasca é uma área ANBC. Poucos dias depois da erupção vulcânica houve uma grande floração de fitoplâncton que aparentemente beneficiou a sobrevivência de juvenis de salmão, que seguiram posteriormente o seu ciclo no mar. A  constatação dos efeitos positivos para o ciclo de vida do salmão foi possível em 2010, durante o retorno dos peixes para o Rio Fraser em uma quantidade raramente observada. Estes fatos mudaram a compreensão da empresa sobre os ecossistemas marinhos, levando-a a investir em pesquisas e nos experimentos de adição de ferro no oceano.
Sob o ponto de vista da legalidade dos experimentos de fertilização dos oceanos em larga escala, os principais organismos internacionais interessados diretamente no assunto são a Convenção sobre Diversidade Biológica (1992), a Convenção de Londres (1972), o Protocolo de Londres (1996) e a Comissão Oceanográfica Intergovernamental (COI) da UNESCO. Em maio de 2008, durante a 9ª conferência das partes da Convenção sobre Diversidade Biológica, cerca de 200 países aprovaram uma moratória para a realização dos experimentos de adição de ferro no oceano, onde países como Austrália, Brasil e China desempenharam um papel importante para esse desfecho. O principal argumento utilizado para a moratória foi o desconhecimento das consequências da fertilização sobre os ecossistemas marinhos em médio e longo prazos.
Entidades ambientalistas como o Grupo de Ação sobre Erosão, Tecnologia e Concentração (ETC Group) e a União Internacional para Conservação da Natureza (IUCN) afirmaram que os experimentos de adição de ferro violavam diversas leis internacionais, incluindo a Convenção sobre Diversidade Biológica e a Convenção/Protocolo de Londres. Entretanto, a moratória decretada por organismos internacionais e a vigilância de grupos ambientalistas não evitou o que a imprensa internacional chamou de "o maior experimento de geoengenharia do mundo". Este experimento, conhecido como HSRC, foi conduzido em 2012 com o apoio da Haida Salmon Restoration Corporation e do empresário Russ George, aparentemente com o conhecimento do governo canadense e a aprovação do conselho indígena da ilha de Haida Gwaii.
Em 2007, o Painel Intergovernamental sobre Mudanças Climáticas (IPCC) não havia recomendado métodos de geoengenharia e a fertilização dos oceanos para sequestrar dióxido de carbono da atmosfera, considerando que "são especulativos e muitos dos seus efeitos ambientais são ainda desconhecidos". Ressaltou também que o fitoplâncton tem baixa eficiência para sequestrar dióxido de carbono da atmosfera (inferior a 10%), que a maior parte desse gás volta para a superfície da coluna de água e que vários potenciais efeitos negativos são desconhecidos, como o aumento na produção de metano e óxido nitroso, a desoxigenação das águas intermediárias e a mudança na composição da comunidade fitoplanctônica. Neste mesmo ano, o grupo de trabalho científico da Convenção/Protocolo de Londres afirmou que a fertilização dos oceanos em larga escala é potencialmente perigosa para os ecossistemas marinhos e para a saúde humana. Esta incerteza dos riscos ambientais para os oceanos e o fato da fertilização por ferro estar baseada em um regime de despejo de "lixo" possibilita concluir que seu uso comercial é inconsistente com as leis internacionais. Entretanto, entre 2010 e 2013, alguns países como Austrália, Nova Zelândia, Coréia e Nigéria submeteram propostas de emenda ao Protocolo de Londres para regulamentar matérias relativas a fertilização dos oceanos e outras atividades de geoengenharia.
De fato, a efetividade da fertilização dos oceanos com ferro e a mensuração dos seus benefícios e impactos ambientais em múltiplas escalas necessitará de um esforço científico internacional de médio e longo prazo que contemple as preocupações levantadas por diversos grupos científicos e sociais. Entre elas estão: (1) remineralização de uma fração do carbono; (2) sequestro permanente de dióxido de carbono; (3) produção primária; (4) pureza e destino do ferro; (5) efeitos da hipoxia/anoxia sobre os ecossistemas; (6) crescimento de algas tóxicas; (7) formação de subprodutos como nitrato e metano; (8) esgotamento de nutrientes ao longo da coluna de água; (9) efeitos na cadeia alimentar e mudanças na estrutura dos ecossistemas; (10) alteração dos ciclos biogeoquímicos; e (11) interferência nos padrões de migração das espécies em larga escala.